# Murat Iusuf
Murat Iusuf (cunosct și sub numele de Muurat n. 18 august 1977, Medgidia, județul Constanța) este un cleric musulman din România, etnic tătar, care îndeplinește în prezent funcția de muftiu al cultului musulman din România (din anul 2005).

## Studii
Murat Iusuf s-a născut la data de 18 august 1977 în orașul Medgidia (jud. Constanța). A început să învețe în România, dar pentru a putea studia teologia islamică și-a continuat școlarizarea începând din anul 1991 în Turcia. A studiat la Liceul Teologic din Edirne (Turcia) în perioada 1991-1994, urmând apoi cursuri TÖMER de perfecționare a limbii turce (1994-1995), iar în 1995 a fost admis la Facultatea de Teologie Islamică "19 Mayis" din orașul Samsun (Turcia) pe care a absolvit-o în anul 2000. 
În perioada 2001-2003, a urmat studii aprofundate de Master în specializare Misiune Pastorală la Facultatea de Teologie Ortodoxă a Universității "Valahia" din Târgoviște, obținând titlul de Master cu teza de disertație: "Ethosul Juridic Islamic și Creștin din Dobrogea". Din anul 2004 este doctorand în Drept Canonic la Facultatea de Teologie Ortodoxă din cadrul Universității "Ovidius" din Constanța, sub conducerea științifică a Pr. Prof. Dr. Nicolae Dură, cu tema tezei de doctorat: "Drepturile omului conform Dreptului Islamic și Dreptului Canonic".
A activat din anul 2000 ca profesor de religie islamică la Școala "Constantin Brâncuși" din Medgidia, apoi la Colegiul Național "Mircea cel Bătrân", la Liceul Teoretic "Traian" și la Liceul Teoretic "Ovidius" din Constanța. În perioada 2000-2001 a fost consultant de specialitate la traducerea cărții "Dervis Dede'nin Dilinden Iman Esaslari". Din anul 2000, a îndeplinuit funcția de Consilier de Cult în cadrul Muftiatului Cultului Musulman din România. De asemenea, din anul 2001 a fost membru al Comisiei Naționale de eliberare a programelor analitice la disciplinele teologice.
Murat Iusuf este căsătorit cu Güler Iusuf și împreună au un băiat pe nume Muhammed Emin, până la alegerea sa în vârful ierarhiei clericale a cultului musulman îndeplinind funcția de consilier de cult în cadrul Muftiatului Cultului Musulman din România. A susținut o serie de conferințe cu temele: Islamul și Știința, Toleranța în Islam, Necesitatea Religiei în Societate, Religia și Democrația, Musulmanii din România - trecut, prezent și viitor. A publicat articole în ziarele "Günisigi Gazetesi" (ziar local care apare în Turcia) și în "Kardeler" (revistă lunară apărută în Turcia). Cunoaște limbile arabă, engleză și turcă.

## Muftiu al Cultului Musulman din România
Alegerile pentru funcția de Muftiu s-au desfășurat la sediul Cultului Musulman din România (Bd. Tomis nr. 42, Constanța) în seara zilei de 15 septembrie 2005. Alegerile au avut loc în urma expirării mandatului de 5 ani al predecesorului său, muftiul Bagâș Sanghirai. Din Sura-Islam (Consiliul Sinodal) fac parte 15 clerici, 8 mireni, muftiul în exercițiu și directorul Colegiului Teologic “Kemal Atatürk”. Noul muftiu a fost ales imamul Iusuf Murat, în vârstă de 28 de ani, pentru un mandat de cinci ani. Acesta este cel mai tânăr muftiu din România și a fost ales cu 19 voturi din cele 25 exprimate de membrii Sura-Islam. 
Noul muftiu a intrat în drepturi de la 1 octombrie 2005, când a venit confirmarea de numire de la Ministerul Culturii și Cultelor. Iusuf Murat a precizat, că după ce numirea sa va fi făcută de către minister, va face propuneri pentru cele patru funcții de consilieri pe domeniile juridic, economic, de cult și tehnic. El îl înlocuiește în acestă funcție pe Bagâș Sanghirai, al cărui mandat s-a încheiat la 16 august 2005. În cursa pentru alegerea noului muftiu s-au înscris cinci persoane - Resul Maarem, Osman Negeat, Halil Ismeat, Iusuf Murat și Bagâș Sanghirai. Potrivit tradiției, Bagâș Sanghirai, muftiul din ultimul mandat, poate candida pentru un număr nelimitat de mandate.
Prin  Decretul nr. 959 din 5 octombrie 2005 al Președintelui României, publicat în Monitorul Oficial  nr. 896/6 octombrie 2005, imamul Iusuf Murat a fost recunoscut în funcția de muftiu al Cultului Musulman din România.
În ciuda tinereții sale, muftiul Iusuf Murat are planuri mari de revigorare a vieții religioase islamice, considerând că prioritară este refacerea imaginii acestui cult, deoarece în urma atentatelor teroriste islamicii au fost considerați extremiști. De asemenea are în vedere promovarea Dobrogei ca spațiul în care creștinii și musulmanii trăiesc de sute de ani în bună înțelegere și respect reciproc. 
Noul conducător al cultului musulman din România și-a precizat intenția de a aduce anumite modificări în activitatea Muftiatului în sensul adoptării tuturor deciziilor majore ce privesc instituția religioasă islamică din România numai în urma consultării unui Consiliu Sinodal format din imami, reprezentanți ai formațiunilor politice reprezentative ale etniilor turcă și tătară, precum și din alți reprezentanți marcanți ai religiei islamice din România. Aceste schimbări vor avea în vedere și corelarea cu practicile Uniunii Europene în domeniul instituțiilor religioase, însă nu vor aduce în nici un caz atingere tradițiilor și principiilor teologice referitoare la Islam, față de care nu se vor produce nici un fel de modificări, a subliniat muftiul Iusuf.
"Nu vrem să aducem nici o schimbare cultului musulman practicat în România", a declarat muftiul Murat Iusuf.  De altfel, conducătorul cultului musulman din România a ținut să aducă mulțumirile sale comunității din rândul căreia provine și care l-a ales în vârful ierarhiei clericale islamice din România.
„Islamul nu este o religie fundamentalistă, nu are nici un pic de terorism în versetele sale. Ceea ce la ora actuală se înțelege foarte greșit, când se vorbește despre un musulman, se înțelege că el este terorist. La noi în România comunitatea băștinașă de etnie turcă și tătară trăiește de mai bine de șapte secole, și-a format un model de viață, și e mai greu să ni se spună nouă că suntem teroriști.”—Murat Iusuf